# Llista de Grans Prínceps de Vladímir-Súzdal
- Andrei I de Vladimir (1168-1174)
- Mikhaïl I de Vladimir (1174-1176)
- Vsèvolod III de Vladimir (1176-1212)
- Yuri II de Vladimir (1212-1216)
- Konstantin I de Vladimir (1216-1218)
- Yuri II de Vladimir 2a vegada (1218-1238)
- Yaroslav II de Vladimir (1238-1246)
- Svyatoslav III de Vladimir (1246-1249)
- Andrei II de Vladimir (1249-1252)
- Alexander Nevski (1252-1263)
- Yaroslav III de Vladimir (1264-1271)
- Vassili de Kostroma (1272-1277)
- Dmitri de Pereslavl (1277-1294)
- Andrei de Gorodets (1294-1304)
- Mikhaïl de Tver (1304-1317)

Després de Mikhaïl de Tver, el tron passà als Grans Prínceps de Moscou, començant per Iuri I (1317) i finalitzant amb Dmitri I Donskoi (1359-1389), regnat en el qual Vladimir passava a mans moscovites essent una regió més del gran principat que s'estava formant.